# Roald Poulsen
Roald Poulsen (Odense, Dinamarca; 28 de noviembre de 1950 – 16 de octubre de 2024)fue un entrenador de fútbol danés naturalizado noruego.

## Equipos
| Periodo   | Club          |
| --------- | ------------- |
| 1977–1982 | OKS           |
| 1983–1987 | B 1913        |
| 1988–1992 | OB            |
| 1993–1994 | Viborg FF     |
| 1994–1996 | Zambia        |
| 1996–1998 | OB            |
| 1998–1999 | Al-Rayyan     |
| 1999      | Al-Arabi Doha |
| 2002      | Zambia        |
| 2004–2005 | Engen Santos  |
| 2005–2006 | Dalum IF      |
| 2006      | B 1913        |
| 2006–2007 | FC Fyn        |

## Muerte
Poulsen murió el 16 de octubre de 2024 a los 73 años a causa de una larga enfermedad.

## Logros

### Club
- Superliga danesa (1): 1989[2]
- Copa de Dinamarca (1): 1992

### Individual
- Entrenador del Año en Dinamarca en 1989.